# Odalberto
Odalberto anche Odilverto o Odelberto (fl. IX secolo) è stato un vescovo italiano, vescovo di Acqui nella seconda metà del IX secolo.

## Biografia
Citato negli annali del cardinale Cesare Baronio, Odalberto fu vescovo di Acqui negli anni 840/850.
Il 15 giugno 844 fu presente a Roma con il metropolita Angilberto II all'incoronazione di Ludovico II il Giovane per mano di papa Sergio II a Re d'Italia. 
Secondo Biorci e Iozzi, nell'850, durante l'episcopato di Odalberto, si celebrò un concilio presieduto dall'imperatore Ludovico dove, tra le altre cose, furono decise delle esenzioni fiscali per il clero.